# IEEE 802
IEEE 802 är IEEE:s grupp som jobbar med att ta fram standarder för LAN och MAN. De vanligaste standarderna under 802 är ethernet och WLAN.

## Arbetsgrupper inom 802
- IEEE 802.1 Arkitektur och administration av LAN/MAN
- IEEE 802.2 LLC(Logical link control)
- IEEE 802.3 Ethernet
- IEEE 802.4 Token bus
- IEEE 802.5 Token Ring
- IEEE 802.6 MAN
- IEEE 802.7 Bredbandsmärkning
- IEEE 802.8 Fibermärkning
- IEEE 802.9 Integrerade tjänster i LAN
- IEEE 802.10 Datasäkerhet
- IEEE 802.11 WLAN
- IEEE 802.12 Prioriteringsbegäran
- IEEE 802.14 Kabelmodem
- IEEE 802.15 WPAN
- IEEE 802.16 WMAN
- IEEE 802.17 RPRWG
- IEEE 802.20 MBWA (Mobile Broadband Wireless Access)